# Taking the Long Way
Albums de Dixie Chicks
Top of the World Tour: Live
(2003) Playlist: The Very Best of Dixie Chicks
(2010)
Taking the Long Way est le septième album studio du groupe américain de country Dixie Chicks sorti le 23 mai 2006.
Il se classe en tête des ventes aux États-Unis, au Canada et en Suède, est certifié disque de platine dans plusieurs pays, remporte le prix Juno du meilleur album international ainsi que plusieurs Grammy Awards dont celui du meilleur album.
Le groupe ne sort son album studio suivant, Gaslighter, que quatorze ans plus tard en 2020, en ayant entre temps changé son nom en The Chicks.

## Liste des titres
| No  | Titre                  | Auteur                                                         | Durée |
| --- | ---------------------- | -------------------------------------------------------------- | ----- |
| 1.  | The Long Way Around    | - Martie Maguire - Natalie Maines - Emily Strayer - Dan Wilson | 4:33  |
| 2.  | Easy Silence           | - Maguire - Maines - Strayer - Wilson                          | 4:02  |
| 3.  | Not Ready to Make Nice | - Maguire - Maines - Strayer - Wilson                          | 3:58  |
| 4.  | Everybody Knows        | - Gary Louris - Maguire - Maines - Strayer                     | 4:18  |
| 5.  | Bitter End             | - Louris - Maguire - Maines - Strayer                          | 4:38  |
| 6.  | Lullaby                | - Maguire - Maines - Strayer - Wilson                          | 5:51  |
| 7.  | Lubbock or Leave It    | - Mike Campbell - Maguire - Maines - Strayer                   | 3:54  |
| 8.  | Silent House           | - Neil Finn - Maguire - Maines - Strayer                       | 5:23  |
| 9.  | Favorite Year          | - Sheryl Crow - Maguire - Maines - Strayer                     | 4:29  |
| 10. | Voice Inside My Head   | - Maguire - Maines - Strayer - Wilson - Linda Perry            | 5:52  |
| 11. | I Like It              | - Louris - Maguire - Maines - Strayer                          | 4:34  |
| 12. | Baby Hold On           | - Louris - Maguire - Maines - Strayer - Pete Yorn              | 5:04  |
| 13. | So Hard                | - Maguire - Maines - Strayer - Wilson                          | 4:28  |
| 14. | I Hope                 | - Maguire - Maines - Kevin Moore - Strayer                     | 5:25  |

| 15. | Live Wire | 3:57 |

| 15. | Thin Line | 4:52 |

## Musiciens
Liste des musiciens ayant pris part à l'enregistrement, d'après les notes du livret du CD:
Dixie Chicks
- Natalie Maines : chant, chœurs, omnichord
- Martie Maguire : fiddle, alto, mandoline, cordes, arrangements cordes, chœurs
- Emily Strayer : banjo, guitare acoustique, guitare électrique, accordéon, sitar, chœurs

Musiciens additionnels
- Mike Campbell : guitare électrique, guitare acoustique
- Lenny Castro : percussions
- Richard Dodd : violoncelle
- Marvin Etzioni : mandoline
- Larry Knechtel : piano, orgue, piano électrique Wurlitzer
- Gary Louris : guitare électrique, guitare acoustique, chœurs
- Lloyd Maines : pedal steel guitar, mandoline, omnichord
- John Mayer : guitare électrique, guitare acoustique
- David Campbell : arrangements cordes
- Gerardo Hilera : cordes
- Smokey Hormel : guitare acoustique, guitare électrique
- Jonny Polonsky : guitare électrique, guitare acoustique, lap steel guitar, piano, basse
- Bonnie Raitt : chœurs
- Benmont Tench : piano, harmonium, clavecin, orgue Hammond, orgue Farfisa, Wurlitzer, piano bastringue
- Chris Testa : xylophone, carillon tubulaire
- Chad Smith : batterie
- Matt Sweeney : guitare acoustique, guitare électrique
- Dan Wilson : guitare électrique, guitare acoustique, piano, basse, chœurs
- Brian Swartz : trompette
- Terry Landry : saxophone alto et baryton
- Lon Price : saxophone ténor
- Stephen Kujala : flûte
- Brad Warnar, Joe Meyer : cor d'harmonie
- Andrew Duckles, Gerardo Hilera, Joel Derouin, Larry Corbett, Mario DeLeon, Martie Maguire, Matt Funes : cordes

## Distinctions

### Grammy Awards
Lors de la 49e cérémonie des Grammy Awards le 11 février 2007, Taking the Long Way remporte deux trophées: Meilleur album et meilleur album de Country, tandis que la chanson Not Ready to Make Nice en gagne trois: Chanson de l'année, enregistrement de l'année et meilleure prestation Country par un duo ou un groupe avec chant.
L'année précédente, pour la 48e cérémonie des Grammy Awards, la chanson I Hope avait été nommée dans les catégories meilleure chanson Country et meilleure prestation Country par un duo ou un groupe avec chant.

### Prix Juno
Taking the Long Way est lauréat du Prix Juno de l'album international de l'année en 2007.

## Classements hebdomadaires
| Classement (2006)                  | Meilleure place |
| ---------------------------------- | --------------- |
| Allemagne (Media Control AG)       | 5               |
| Australie (ARIA)                   | 2               |
| Autriche (Ö3 Austria Top 40)       | 7               |
| Belgique (Flandre Ultratop)        | 38              |
| Canada (Canadian Albums Chart)     | 1               |
| Danemark (Tracklisten)             | 13              |
| Écosse (OCC)                       | 5               |
| États-Unis (Billboard 200)         | 1               |
| États-Unis (Top Country Albums)    | 1               |
| Finlande (Suomen virallinen lista) | 12              |
| Irlande (IRMA)                     | 7               |
| Norvège (VG-lista)                 | 6               |
| Nouvelle-Zélande (RIANZ)           | 5               |
| Pays-Bas (Mega Album Top 100)      | 41              |
| Royaume-Uni (UK Albums Chart)      | 10              |
| Suède (Sverigetopplistan)          | 1               |
| Suisse (Schweizer Hitparade)       | 6               |

## Certifications
| Pays                    | Certification | Unités certifiées |
| ----------------------- | ------------- | ----------------- |
| Allemagne (BVMI)        | Or            | 100 000           |
| Australie (ARIA)        | 3 × Platine   | 210 000           |
| Canada (Music Canada)   | 4 × Platine   | 400 000           |
| États-Unis (RIAA)       | 2 × Platine   | 2 000 000         |
| Irlande (IRMA)          | Platine       | 15 000            |
| Nouvelle-Zélande (RMNZ) | Platine       | 15 000            |
| Royaume-Uni (BPI)       | Or            | 100 000           |
| Suède (GLF)             | Or            | 30 000            |